# تشراغلو (ورزقان)
تشراغلو هي قرية في مقاطعة ورزقان، إيران. عدد سكان هذه القرية هو 104 في سنة 2006.